# Alexandra Tchangoue
Alexandra Tchangoue, née le 15 novembre 1985 à Villeurbanne (Rhône), est une joueuse de basket-ball française évoluant au poste d'arrière.

## Biographie
Après une belle saison en Ligue 2 avec le Havre, elle s'engage une saison en LFB avec Arras avant de revenir en Ligue 2 à Nice. Promu en LFB, le club la conserve une seconde saison mais ne peut assurer son maintien.

## Clubs
| Saisons   | Équipe                                         | Pays       |
| 2005-2009 | Demon Deacons de Wake Forest                   | États-Unis |
| 2009-2010 | Società Sportiva Pallacanestro Napoli-Pozzuoli | Italie     |
| 2010-2011 | AL Aplemont Le Havre (Ligue 2)                 | France     |
| 2011-2012 | Arras Pays d'Artois Basket Féminin             | France     |
| 2012-     | Cavigal Nice Basket 06                         | France     |

## Palmarès

### Clubs
- Vainqueur de la Coupe de France en 2012

### Équipes de France
- Médaillée d’argent à l’Euro Espoirs en 2004
- Championne d’Europe Cadettes en 2001